# Tom McCarthy (filmrendező)
Thomas Joseph McCarthy (Union megye, 1966. június 7. –) amerikai filmrendező, Oscar- és kétszeres BAFTA-díjas forgatókönyvíró, filmproducer és színész.
Kritikai elismerést szerzett Az állomásfőnök (2003), A látogató (20007), a Győzzünk már! (2011) és a Spotlight – Egy nyomozás részletei (2015) című független filmjeivel. Utóbbi elnyerte a legjobb filmnek járó Oscart, McCarthy pedig a legjobb eredeti forgatókönyvnek járó aranyszobrot vehette át, valamint rendezőként is jelölték a díjra.
A Fel című 2009-es animációs film társírója volt Bob Peterson és Pete Docter mellett, amellyel szintén legjobb eredeti forgatókönyv kategóriában kaptak jelölést.
A 2017-ben indult 13 okom volt című Netflix-drámasorozatot rendezőként és vezető producerként jegyzi.

## Pályafutása
Mielőtt a filmezés felé fordult volna, évekig színjátszással és stand-up comedyvel foglalkozott Minneapolisban, illetve Chicagóban. 2006-ban Clint Eastwood A dicsőség zászlaja című háborús filmdrámájában formálta meg James Bradley amerikai írót. A Drót című drámasorozat 5. évadjában egy Scott Templeton nevű gátlástalan újságírót alakított.
Elsőfilmes rendezése a 2003-as Az állomásfőnök volt, melynek forgatókönyvét is ő készítette. A film a 2003-as Sundance Filmfesztiválon több díjat elnyert és más filmfesztiválokon is sikert aratott. 2004-ben McCarthy átvehette a legjobb eredeti forgatókönyvnek járó BAFTA-díjat.
Második filmje a bevándorlás témáját feszegető A látogató (2007) című filmdráma volt, világpremierjére a 2007-es Torontói Nemzetközi Filmfesztiválon került sor. 2008-ban McCarthy Independent Spirit díjat nyert legjobb rendező kategóriában. A 2009-es Fel című Pixar animációs filmforgatókönyvét Bob Petersonnal és Pete Docterrel közösen írta meg. A következő évben mindhármukat jelölték a legjobb eredeti forgatókönyvnek járó Oscar-díjra.
2010-ben megrendezte a Trónok harca próbaepizódját, de annak végleges változatát David Benioff és D. B. Weiss showrunnerek negatívan fogadták. McCarthy helyét Tim Van Patten vette át, így ő rendezte meg a végül 2011-ben bemutatott első részt. A kudarc után McCarthy évekig nem is foglalkozott televíziós rendezéssel.
2011-ben a sport témájú Győzzünk már! című filmvígjáték-dráma rendezője és társírója volt. 2015-ben mutatták be eddigi legsikeresebb rendezését, Spotlight – Egy nyomozás részletei címmel. A filmet hat Oscar- és három Golden Globe-díjra jelölték, McCarthy pedig megnyerte a legjobb eredeti forgatókönyvért járó Oscar- és BAFTA-díjakat.
2017-ben a 13 okom volt című ifjúsági drámasorozat vezető producere lett, valamint két epizód megrendezését is elvállalta. 2019-ben A legharsányabb hang, 2022-ben pedig az Alaska Daily című televíziós sorozatok megalkotója és vezető producere volt. 2021-ben jelent meg legutóbbi rendezése, a Matt Damon főszereplésével készült Stillwater – A lányom védelmében.

## Filmográfia

### Film

#### Rendező, író és producer
| Év   | Magyar cím                         | Eredeti cím                        | Feladatkör | Feladatkör        | Feladatkör |
| Év   | Magyar cím                         | Eredeti cím                        | Rendező    | Író               | Producer   |
| ---- | ---------------------------------- | ---------------------------------- | ---------- | ----------------- | ---------- |
| 2003 | Az állomásfőnök                    | The Station Agent                  | Igen       | Igen              | Nem        |
| 2007 | A látogató                         | The Visitor                        | Igen       | Igen              | Nem        |
| 2009 | Fel                                | Up                                 | Nem        | Sztori            | Nem        |
| 2011 | Győzzünk már!                      | Win Win                            | Igen       | Igen              | Igen       |
| 2014 | Az egymillió dolláros kéz          | Million Dollar Arm                 | Nem        | Igen              | Nem        |
| 2014 | A cipőbűvölő                       | The Cobbler                        | Igen       | Igen              | Igen       |
| 2015 | Spotlight – Egy nyomozás részletei | Spotlight                          | Igen       | Igen              | Nem        |
| 2018 | Barátom, Róbert Gida               | Christopher Robin                  | Nem        | Igen              | Nem        |
| 2018 | A diótörő és a négy birodalom      | The Nutcracker and the Four Realms | Nem        | Nincs feltüntetve | Nem        |
| 2020 | Timmy Kudarc: Becsúszott pár hiba  | Timmy Failure: Mistakes Were Made  | Igen       | Igen              | Igen       |
| 2021 | Stillwater – A lányom védelmében   | Stillwater                         | Igen       | Igen              | Igen       |

#### Színész
| Év   | Magyar cím               | Eredeti cím               | Szerep                    | Magyar hang    |
| ---- | ------------------------ | ------------------------- | ------------------------- | -------------- |
| 1992 | Túl a hídon              | Crossing the Bridge       | Chris                     |                |
| 1993 |                          | Rift                      | pultos                    |                |
| 1997 | Összeesküvés-elmélet     | Conspiracy Theory         | helikopteres rendőr       | Koncz István   |
| 1999 |                          | 30 Days                   | Brad Drazin               |                |
| 1999 |                          | Certain Guys              | Mitch                     |                |
| 2000 | Apádra ütök              | Meet the Parents          | Dr. Robert "Bob" Banks    | F. Nagy Zoltán |
| 2002 | A guru                   | The Guru                  | Lars                      |                |
| 2004 | Az utolsó jelenet        | The Last Shot             | Pike ügynök               |                |
| 2005 | Jó estét, jó szerencsét! | Good Night, and Good Luck | Palmer Williams           | Holl Nándor    |
| 2005 | Sziriana                 | Syriana                   | Fred Franks               | Tarján Péter   |
| 2005 | New York arcai           | The Great New Wonderful   | David Burbage             |                |
| 2006 | A király összes embere   | All the King's Men        | szerkesztő                | Varga Gábor    |
| 2006 | A helyzet                | The Situation             | Hanks őrnagy              | Megyeri János  |
| 2006 |                          | Beautiful Ohio            | idősebb William Messerman |                |
| 2006 | A dicsőség zászlaja      | Flags of Our Fathers      | James Bradley             | Czvetkó Sándor |
| 2007 | A kutya éve              | Year of the Dog           | Pier Spade                | Juhász György  |
| 2007 | Michael Clayton          | Michael Clayton           | Walter (hangja)           |                |
| 2008 | Bébi mama                | Baby Mama                 | Kate randipartnere        |                |
| 2009 | Mamut                    | Mammoth                   | Bob                       | Holl Nándor    |
| 2009 | Kettős játék             | Duplicity                 | Jeff Bauer                | Anger Zsolt    |
| 2009 | Komfortos mennyország    | The Lovely Bones          | Caden igazgató            | Koncz István   |
| 2009 | 2012                     | 2012                      | Gordon Silberman          | Czvetkó Sándor |
| 2010 | Jack csónakázni megy     | Jack Goes Boating         | Dr. Bob                   | Welker Gábor   |
| 2010 | Államtrükkök             | Fair Game                 | Jeff                      |                |
| 2010 | Utódomra ütök            | Little Fockers            | Dr. Bob                   | Maday Gábor    |
| 2015 | Pixel                    | Pixels                    | Michael, a robot          |                |

### Televízió

#### Rendező, író és producer
| Év        | Magyar cím           | Eredeti cím                            | Feladatkör | Feladatkör | Feladatkör      | Megjegyzések                    |
| Év        | Magyar cím           | Eredeti cím                            | Rendező    | Író        | Vezető producer | Megjegyzések                    |
| --------- | -------------------- | -------------------------------------- | ---------- | ---------- | --------------- | ------------------------------- |
| 2010      | Trónok harca         | Game of Thrones                        | Igen       | Nem        | Nem             | próbaepizód (nem került adásba) |
| 2011      | Trónok harca         | Game of Thrones                        | Nem        | Nem        | Tanácsadó       | 1 epizód (Közeleg a tél)        |
| 2014      |                      | Kim Philby: His Most Intimate Betrayal | Igen       | Nem        | Igen            | BBC dokudráma (2 epizód)        |
| 2017      | 13 okom volt         | 13 Reasons Why                         | Igen       | Nem        | Vezető          | rendező (2 epizód)              |
| 2019      | A legharsányabb hang | The Loudest Voice                      | Nem        | Igen       | Vezető          | sorozat megalkotója             |
| 2022–2023 |                      | Alaska Daily                           | Igen       | Igen       | Vezető          | sorozat megalkotója             |

#### Színész
| Év        | Magyar cím                               | Eredeti cím                       | Szerep                                 | Megjegyzések           |
| --------- | ---------------------------------------- | --------------------------------- | -------------------------------------- | ---------------------- |
| 1996      |                                          | Mary & Tim                        | Tim Melville                           | tévéfilm               |
| 1996      | Veszélyes küldetés                       | New York Undercover               | Gus Farina                             | 1 epizód               |
| 1998      |                                          | Saint Maybe                       | Ian Bedloe                             | tévéfilm               |
| 1998      | Kerge város                              | Spin City                         | pap                                    | 1 epizód               |
| 1999      | Húgom, nővérem                           | In My Sister's Shadow             | Michael Butler                         | tévéfilm               |
| 2000      |                                          | D.C.                              | Joseph Scott                           | 1 epizód               |
| 2000      | Esküdt ellenségek: Különleges ügyosztály | Law & Order: Special Victims Unit | Nick Ganzer                            | 1 epizód               |
| 2000      | Ally McBeal                              | Ally McBeal                       | Peter Hanks                            | 1 epizód               |
| 2000–2001 |                                          | Boston Public                     | Kevin Riley                            | 14 epizód              |
| 2001      | Ügyvédek                                 | The Practice                      | Kevin Riley                            | 1 epizód               |
| 2002–2008 | Esküdt ellenségek                        | Law & Order                       | Donald Housman / Lambert / John Conlan | 3 epizód               |
| 2008      | Drót                                     | The Wire                          | Scott Templeton                        | 10 epizód              |
| 2020      |                                          | Little America                    | Robbins professzor                     | 1 epizód               |
| 2022      | Az utolsó filmcsillagok                  | The Last Movie Stars              | önmaga / Sidney Lumet                  | minisorozat (3 epizód) |

## Fontosabb díjak és jelölések
| Díj                    | Kategória                    | Jelölt mű                          | Díjátadó | Eredmény |
| ---------------------- | ---------------------------- | ---------------------------------- | -------- | -------- |
| Oscar-díj              | legjobb eredeti forgatókönyv | Fel                                | 2010     | Jelölve  |
| Oscar-díj              | legjobb eredeti forgatókönyv | Spotlight – Egy nyomozás részletei | 2016     | Elnyerte |
| Oscar-díj              | legjobb rendező              | Spotlight – Egy nyomozás részletei | 2016     | Jelölve  |
| BAFTA-díj              | legjobb eredeti forgatókönyv | Az állomásfőnök                    | 2004     | Elnyerte |
| BAFTA-díj              | legjobb eredeti forgatókönyv | Spotlight – Egy nyomozás részletei | 2016     | Elnyerte |
| Golden Globe-díj       | legjobb rendező              | Spotlight – Egy nyomozás részletei | 2015     | Jelölve  |
| Golden Globe-díj       | legjobb forgatókönyv         | Spotlight – Egy nyomozás részletei | 2015     | Jelölve  |
| Independent Spirit díj | legjobb rendező              | Spotlight – Egy nyomozás részletei | 2016     | Elnyerte |

## Fordítás
- Ez a szócikk részben vagy egészben  a   Tom McCarthy (director) című angol Wikipédia-szócikk ezen változatának fordításán alapul.  Az eredeti cikk szerkesztőit annak laptörténete sorolja fel. Ez a jelzés csupán a megfogalmazás eredetét és a szerzői jogokat jelzi, nem szolgál a cikkben szereplő információk forrásmegjelöléseként.